# Begonia parilis
Begonia parilis es una especie de planta perenne perteneciente a la familia Begoniaceae. Es originaria de Sudamérica.

## Distribución
Es originaria de Brasil donde se encuentra en la Mata Atlántica distribuidas por São Paulo.

## Taxonomía
Begonia parilis fue descrita por Edgar Irmscher y publicado en Botanische Jahrbücher für Systematik, Pflanzengeschichte und Pflanzengeographie 76: 47. 1953.